# Aphareus rutilans
Espèce
Aphareus rutilans est une espèce de poissons perciformes de la famille des Lutjanidae.